# Uppvidinge kommun
Uppvidinge kommun er en kommune i Kronobergs län.
Kommunen grænser op til Högsby kommun, Hultsfreds kommun og Nybro kommun i Kalmar län, Vetlanda kommun i Jönköpings län samt Växjö kommun og Lessebo kommun i Kronobergs län.

## Byområder
Der er fem byområder i Uppvindinge kommun.
I tabellen vises byområderne i størrelsesorden pr. 31. december 2005. Hovedbyen er markeret med fed skrift.
| # | Byområde             | Befolkning |
| - | -------------------- | ---------- |
| 1 | Åseda                | 2.430      |
| 2 | Lenhovda             | 1.714      |
| 3 | Norrhult-Klavreström | 1.269      |
| 4 | Alstermo             | 859        |
| 5 | Älghult              | 481        |

En mindre del af Norrhult-Klavreström ligger i Växjö kommun.
57°10′00″N 15°20′00″Ø / 57.1667°N 15.3333°Ø